# Église Saint-Martin de Diges
L'église de Diges est une église située à Diges, dans le département de l'Yonne, en France. Elle dépend pour le culte de l'archidiocèse de Sens-Auxerre et elle est dédiée à saint Martin, apôtre des Gaules. Cette église-relais de la paroisse Saint-Luc aux Marches de Puisaye a été édifiée entre le XIIIe siècle et le XVIe siècle.

## Histoire et description
L'église était à l'origine une chapelle castrale car l'on voit encore des restes de fortifications alentour. La paroisse dépendait depuis le Xe siècle de l'abbaye Saint-Germain d'Auxerre. Le logis abbatial est séparé par une petite cour du mur sud de l'église. Celle-ci est construite en remplacement de l'ancienne chapelle selon un plan en croix latine à nef unique (datant du XVIe siècle) donc sans bas-côté. Les voûtes à croisée d'ogives reposent sur des piliers à chapiteaux corinthiens. Le transept n'est pas long, le bras droit étant plus court, le chœur à chevet plat est moins élevé. Il est soutenu par des piliers du XIIIe siècle, dosserets à triple colonnette, dont les chapiteaux sont plus tardifs (XIVe siècle). C'est la partie la plus ancienne de l'édifice. Le clocher carré et très massif s'élève du côté sud. Son toit est recouvert d'ardoise. Le portail cintré sans linteau est décoré de niches sans statues et de colonnettes doriques. On remarque la date de 1545 dans un cartouche du mur sud, indiquant donc la date de l'achèvement de l'édifice.
À l'intérieur, le maître-autel provient de l'ancienne abbaye, mais son retable a disparu. La porte du tabernacle en cuivre repoussé présente une Cène du XVIIIe siècle. Une sculpture du Christ tenant l'agneau couché dans les sept sceaux, de facture remarquable, date du XIVe siècle. Les fonts baptismaux à godrons, décorés de bracelets et d'oves, datent du règne de Louis XIII. Les angles sont sculptés de consoles Renaissance et ils reposent sur des griffes.
L'édifice est inscrit au titre des monuments historiques en 1931. La poétesse Marie Noël (1883-1967), qui passait de fréquents séjours à Diges, y venait souvent prier.